# Ведников, Василий Спиридонович
Василий Спиридонович Ведников (23 декабря 1918 — 24 сентября 1987) — советский украинский партийный и государственный деятель, председатель Николаевского облисполкома (1961—1965).

## Биография
Член ВКП(б) с 1946 г. Кандидат в члены ЦК КП Украины (1961—1966).
- 1955—1961 гг. — заместитель министра совхозов Украинской ССР
- 1961—1963 гг. — председатель исполнительного комитета Николаевского областного Совета
- 1963—1964 гг. — председатель исполнительного комитета Николаевского сельского областного Совета
- 1964—1971 гг. — секретарь Николаевского обкома КП Украины
- 1971—1975 гг. — 2-й секретарь Николаевского обкома КП Украины
- 1975—1978 гг. — заместитель председателя исполнительного комитета Николаевского областного Совета

Уйдя на пенсию, возглавлял Николаевское областное общество охраны природы.